# رابین بیلی
رابین بیلی (انگلیسی: Robin Bailey؛ ‏ ۵ اکتبر ۱۹۱۹ – ۱۴ ژانویهٔ ۱۹۹۹) یک هنرپیشه اهل بریتانیا بود. از فیلم‌ها یا مجموعه‌های تلویزیونی که وی در آن‌ها نقش داشته‌است، می‌توان به شوهران مسافر، خانواده دراماند و مسیر خطر اشاره نمود.